# 鹿児島市医師会病院
鹿児島市医師会病院（かごしましいしかいびょういん）は、鹿児島県鹿児島市鴨池新町に所在する公益社団法人鹿児島市医師会の医療機関である。2次救急告示病院・災害拠点病院・地域医療支援病院・鹿児島県災害派遣医療チーム（DMAT）指定を受けている。
共同利用型病院として市医師会に加盟する医師からの紹介に基づいた診療を行っている（つまり受診には市内の開業医による事前照会及び紹介状が必要となる。但し緊急性が認められる場合はその限りではない。また人間ドックについては予約は必要だが紹介状は必要としない）。内視鏡下手術等の低侵襲治療に実績を持ち、医学生・看護学生の実習施設として積極的に学生を受け入れている。

## 沿革・年表
- 1984年6月 - 鹿児島市医師会病院開院
- 1986年5月 - 特定集中治療室の承認（ICU8床）
- 1997年3月 - 災害拠点病院（地域災害医療センター）に指定
- 1998年10月 - 地域医療支援病院の名称使用認定
- 2006年11月20日 - 財団法人日本医療機能評価機構　病院機能評価認定病院（審査体制区分3：Ver5）認定
- 2009年4月 - 鹿児島県災害派遣医療チーム（鹿児島県DMAT）指定病院に指定

## 診療科目
- 脳神経内科
- 消化器内科
- 循環器内科
- 外科
- 婦人科
- 放射線科
- 麻酔科
- ペインクリニック内科
- 救急科
- 病理診断科
- リハビリテーション科
- 緩和ケア内科

## 診療時間等
- 診療受付時間 8:30～11:00 (但し外来受診は診療科目ごとに受付曜日が定まっており他の曜日には受け付けない。また一部の特殊外来は完全事前予約を要する)
- 診療時間 8:30～17:00 (土曜日は8:30～12:00)
- 休診日 日曜日 但し急診は随時受付

## アクセス
鹿児島市鴨池新町の鹿児島県議会庁舎、鹿児島県庁舎などを含む公共行政建築地域の一角に位置している。

### 交通
- 鹿児島中央駅からの場合車では約15分程度、バスの場合は市営バス県庁前バス停下車徒歩1分程度、市電の場合は市電郡元電停下車徒歩10分程度

## 周辺施設
- 鹿児島県庁舎
- 鹿児島県警察本部
- 鹿児島県市町村自治会館
- 鹿児島地方法務局
- JA鹿児島県会館
- 鹿児島市水道局
- 鹿児島赤十字血液センター
- 今村総合病院
- 鴨池・垂水フェリー